# Pipo Lernoud
Pipo Lernoud, nombre artístico de Alberto Raúl Lernoud (Buenos Aires, Argentina, 5 de noviembre de 1946), es un poeta, compositor, periodista y precursor de la agricultura ecológica u orgánica en Argentina. Considerado uno de los fundadores del rock nacional argentino. Autor de canciones muy conocidas como «Ayer nomás» (junto con Moris) y «La princesa dorada». Fue fundador y director de revistas de rock como El Expreso Imaginario y Canta Rock, entre otras.

## Biografía

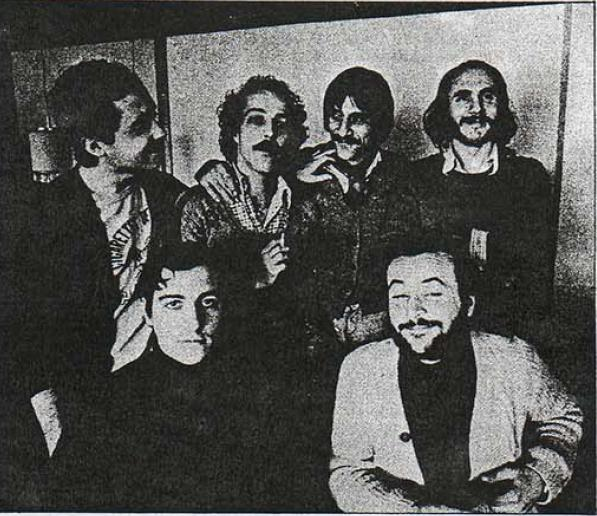
Personal de la Revista El Expreso Imaginario en 1976. Arriba: Edy Rodríguez, Pipo Lernoud, Horacio Fontova, Jorge Pistocchi. Abajo: Alfredo Rosso y Fernando Basabru.

Las críticas de Pipo Lernoud a menudo llevaban a fricciones con los artistas. En una crítica bastante negativa a un recital de Serú Girán, dijo que quienes habían tocado no eran los verdaderos Serú Girán sino sus dobles. La banda le contestó ácidamente, con la tapa de su siguiente álbum La grasa de las capitales (1979) parodiando a la revista Gente, y con los miembros disfrazados de otras profesiones, como si fueran sus dobles.

Integró el puñado de rockeros que se concentraron en Buenos Aires y dieron origen al movimiento de rock en Argentina. Ese grupo tuvo su epicentro en el triángulo formado por un precario local musical nocturno llamado La Cueva, el Instituto Di Tella (Florida 900) y Plaza Francia. Algunos de esos grupos y músicos pre-balsa fueron: Los Gatos Salvajes (Litto Nebbia), The Seasons (Carlos Mellino, Alejandro Medina), Los Beatniks (Javier Martínez, Ciro Fogliatta, Mauricio Birabent), Los In (Francis Smith), Miguel Abuelo, Tanguito, Daniel Irigoyen, Pappo, Oscar Moro, Pajarito Zaguri y los periodistas y poetas fundacionales del rock, el mismo Lernoud y Miguel Grinberg.
El 21 de septiembre de 1967, junto con el Colorado Mario Rabey y Hernán Pujó, fue el promotor de la primera reunión hippie en Argentina, realizada en la Plaza General San Martín, de Buenos Aires.
En 1967 se instaló con Tanguito y Miguel Abuelo en Capilla del Monte para hacer una experiencia de vivir de la tierra, inspirado por su propio amor al campo desde la infancia y el movimiento hippie que ese año tomaba fuerza. A pesar de que sus compañeros se fueron al poco tiempo él se quedó un año.
En 1976, con Jorge Pistocchi y el empresario Alberto Ohanian, fundó la revista Expreso Imaginario, la primera revista que analizó seriamente la cultura rock en Argentina. Luego dirigió la revista Canta Rock, que jugó un importante papel en popularizar el rock luego de la Guerra de Malvinas (1982). Simultáneamente se dedicó a promover la agricultura orgánica, constituyéndose en uno de los precursores de la actividad en América Latina.
En los años 90 escribió el libro Tanguito y La Cueva. En 1995 organizó un equipo de investigación con músicos como Rodolfo García y periodistas como Alfredo Rosso y Claudio Kleiman para realizar una enciclopedia del rock argentino, que publicaron al año siguiente. En 1996 organizó una exposición sobre los 30 años del rock, Rock Nacional 30 años, producida por Alberto Ohanian.
A pesar de ser presentado desde los 60 como un poeta, Lernoud publicó su primer libro de poemas en 2006 titulado Sin tiempo, sin memoria. Los temas que sustentan los poemas y la acción ambientalista de Lernoud están relacionados con la filosofía oriental, la meditación, las experiencias psicodélicas y el yoga.

## Ayer nomás
Pipo Lernoud es autor de la letra de una de las canciones clásicas del rock nacional argentino, «Ayer nomás». La música es de Moris. La canción en realidad tiene dos letras, porque Litto Nebbia, con permiso de Lernoud la modificó para quitarle el contenido social original («ayer nomás, en el colegio me enseñaron, que este país es grande y tiene libertad») y transformarla en una canción de amor («ayer nomás, pensaba yo si algún día, podría encontrar alguien que me pudiera amar»).
En 1967 el tema fue grabado por Los Gatos e incluido como lado B del simple que incluía La Balsa y que se transformó en el primer éxito masivo del rock nacional argentino.

«La letra (de Ayer Nomás) la cambió él (Litto Nebbia). Creo que no lo apretaron, creo que le dijeron que la letra no era muy comercial, que era un poco tristona. En esa época no había miedo a la censura, como ahora (1977). Le dijeron que tuviera algo que ver con el amor, y Litto lo puso. Me dijo: La cambio?. Le dije: bueno, cambiala. Chau, si no podes grabarla así, grabala de otra manera. Incluso fui yo quien dijo cambiala, y la letra era de Pipo (Lernoud)...Tampoco había una organización del tipo "yo soy el autor". Se hacían las cosas así, a los ponchazos.» (Moris)

## Activismo ecologista
Cofundador y vicepresidente del Movimiento Argentino para la Producción Orgánica (MAPO) y miembro de la Federación Internacional de Movimientos de Agricultura Orgánicos (IFOAM).
En 1980 empezó escribiendo artículos ecologistas en el Expreso Imaginario, en una célebre columna para el movimiento ecologista argentino, llamada "Guía práctica para habitar el planeta Tierra". Fue el revisor del primer libro sobre cultivos orgánicos publicado en América Latina. 
En los años 80 formó una cooperativa ecologista llamada Al Pan Pan y luego instaló un tambo y granja orgánica en Alberdi, en una porción de campo heredado de su padre.
Administra un comercio de alimentos orgánicos llamado “El Rincón Orgánico”. También es miembro de Cocina de la Tierra, una fundación que fomenta el uso de productos indígenas y protege la biodiversidad.

## Obra
- Ayer nomás (canción), 1967, interpretada por Moris y por Los Gatos
- Diana Divaga / Tema en Flu sobre el Planeta (canción), 1968, interpretada por Los Abuelos de la Nada
- La princesa dorada (canción), 1973, interpretada por Tanguito
- Estoy aquí parado, sentado y acostado (canción), 1975, interpretada por Miguel Abuelo
- Tanguito y La Cueva (libro), 1993, Ediciones Prisma S.A
- Enciclopedia Rock Nacional 30 Años. De la A a la Z, 1996 (Director)
- Sin tiempo, sin memoria, libro de poemas, 2006
- Tercos Buscadores de la Gracia Intracraneana (CD), 2012, con  Ariel Minimal y otros
- Bajo este Sol (canción), 2014, con  Ariel Minimal para la película Planta Madre
- Yo No Estoy Aquí. Rock, Periodismo y Otros Naufragios (libro) 2016, Editorial Gourmet Musical
- Mi cara en el espejo (poesía reunida) 2022

## Para ver y oír
- "Ayer nomás" por Los Gatos, 2007 (YouTube)